# Pößnitzwasser (Schwarze Elster)
Als Pößnitzwasser wurde der im Südwesten der Niederlausitz gelegene östliche große Pößnitzlauf bezeichnet. Dieser Lauf ähnelt dem ungefähren heutigem Verlauf des als Pößnitz bezeichneten Flussgewässers. Seine Quelle befindet sich zwischen Sallgast-Luisesiedlung und der Siedlung Henriette. Er durchquert im Raum Schipkau sowie Klettwitz und Meuro mehrere Flurstücke, an seinem Lauf finden sich heute noch mindestens vier Mühlenhöfe. Letztlich vereinigte er sich südlich der Krügersmühle unweit des Großen Scyroteichs mit dem westlichen großen Pößnitzlauf aus der Kolonie Vogelberg, dem Pößnitzbach, zum Unterlauf der Pößnitz, welche bei Naundorf in die Schwarze Elster mündet.